# Bar mitzvah

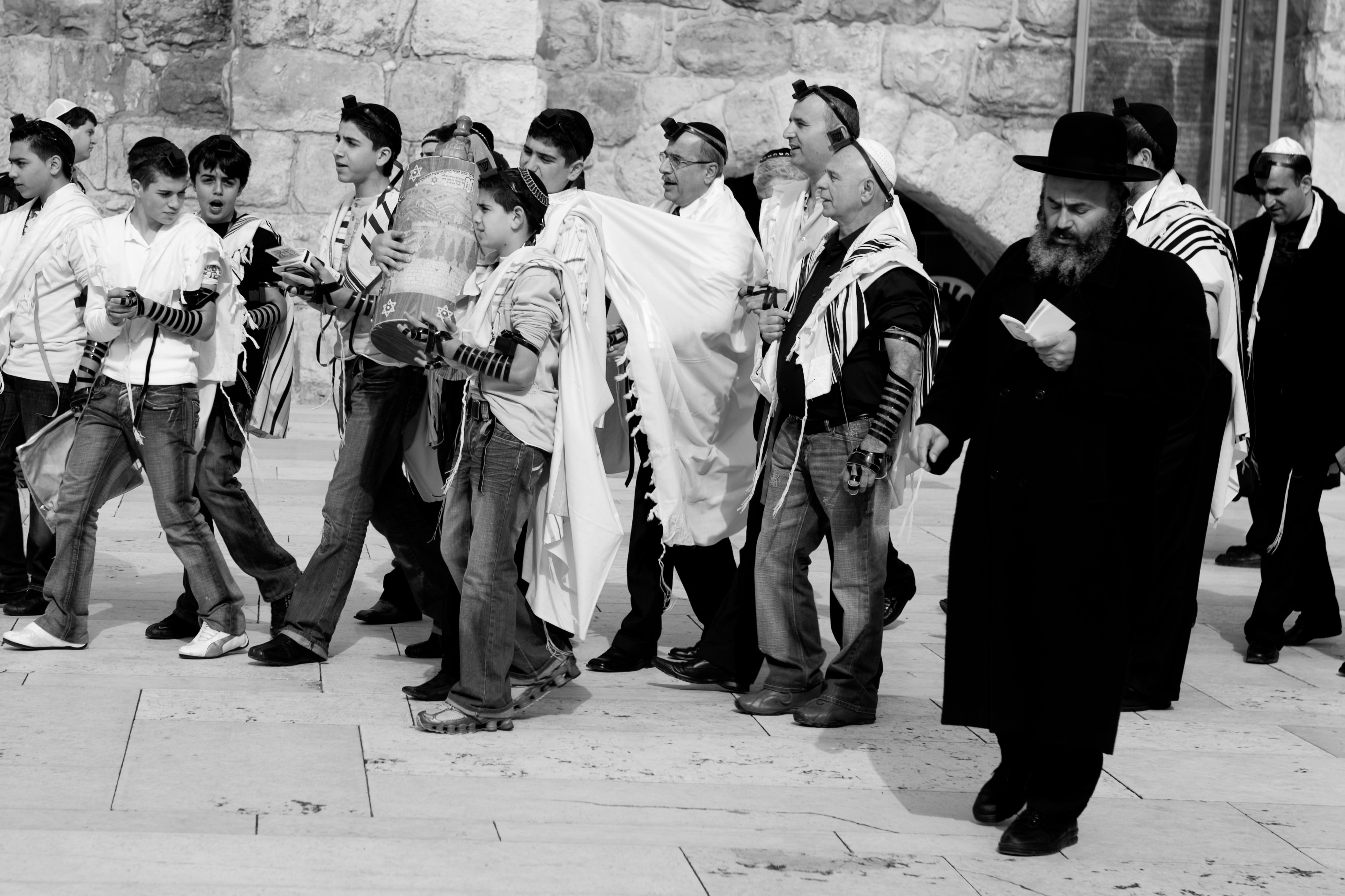
Bar Mitzvah al Muro Occidentale di Gerusalemme (2008).

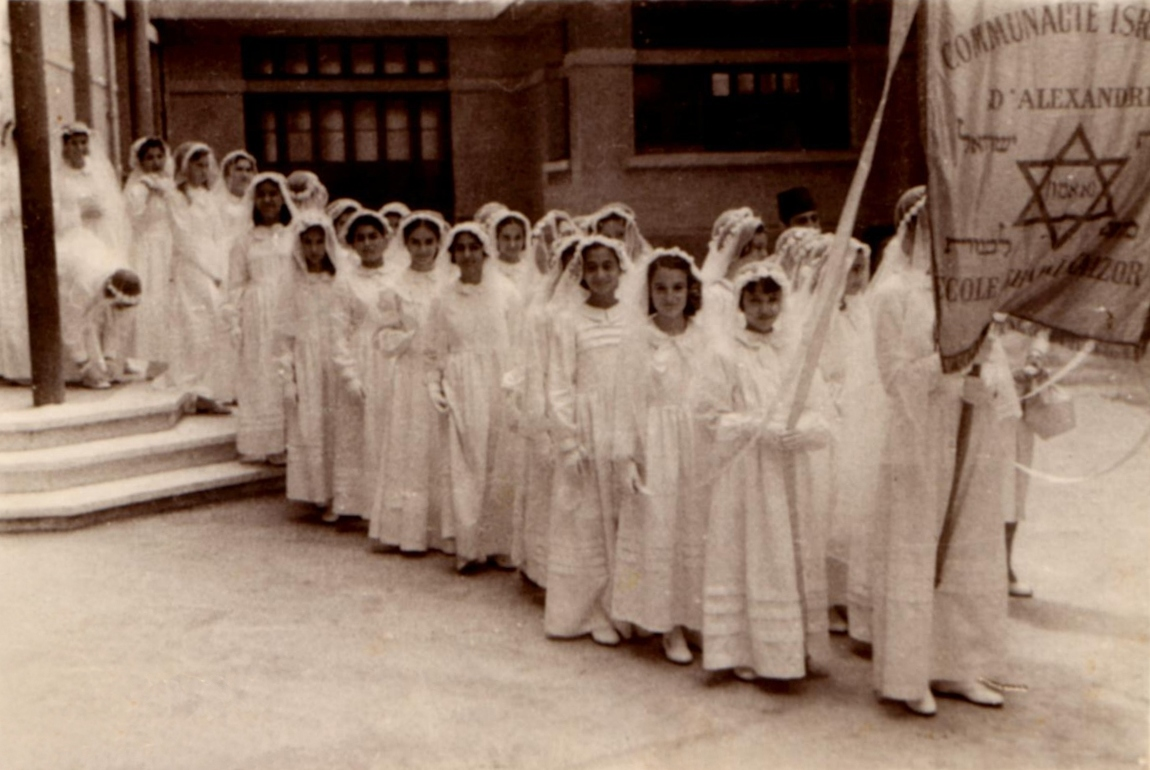
Ragazze ebree egiziane durante il loro bat mitzwah (Alessandria d'Egitto, pre-1967).

Bar mitzwah (in ebraico בר מצווה‎?, ḇr mṣwwh, lett. «figlio del precetto»), per le ragazze bat mitzwah (in ebraico בת מצווה‎?, ḇṯ mṣwwh, lett. «figlia del precetto»), è la locuzione che indica il momento in cui un bambino ebreo raggiunge l'età della maturità (13 anni e un giorno per i maschi, 12 anni e un giorno per le femmine) e diventa responsabile per se stesso nei confronti della halakhah, la legge ebraica, questo anche in considerazione della coscienza nel distinguere il bene e il male.
Prima del raggiungimento di questa età la responsabilità per il comportamento dei bambini ricade, religiosamente parlando, sui genitori, entro limiti ben definiti. Dopo essere diventati figli del precetto i ragazzi sono ammessi a partecipare all'intera vita della comunità al pari degli adulti e diventano personalmente responsabili della ritualità, dell'osservanza dei precetti, della tradizione e dell'etica ebraica. Secondo le interpretazioni Talmudiche, Dio punisce i peccatori di età superiore ai 20 anni, ma le trasgressioni compiute prima di tale età sono comunque considerate peccati e devono essere espiate (Teshuvah). Generalmente i bambini prima del Bar Mitzvah e le bambine prima del Bat Mitzvah, sono considerati senza peccato; pur se ciò concesso, essi vengono "abituati" alle Mitzvot e istruiti nello studio della Torah.
Sin dal medioevo è tradizione per i ragazzi celebrare il Bar Mitzvah leggendo un brano della Tōrāh o della Haftarah (nell'uso italiano, il primo brano della Parashah della settimana dopo quelli riservati ai Cohanim e ai Leviti), partecipare al commento della Tōrāh e prendere parte al servizio il sabato successivo il compimento del 13º anno di età.
In seguito si offre un rinfresco con la famiglia, gli amici e i membri della comunità. In Italia questa tradizione viene osservata anche per le ragazze che diventano Bat Mitzvah, sebbene in comunità ortodosse nel resto del mondo questa tradizione non abbia preso piede. Nel caso delle ragazze non vi è lettura della Tōrāh ma una sorta di interrogazione sui doveri sociali e familiari della donna ebrea.
La maggiore età dei 18 anni riguarda, invece, la possibilità di "sposarsi" o di "unirsi in matrimonio", momento "consigliato" nel Talmud dove viene insegnato che per una ragazza potrebbe essere "pericoloso" concepire prima dei 18 anni.

## Significato

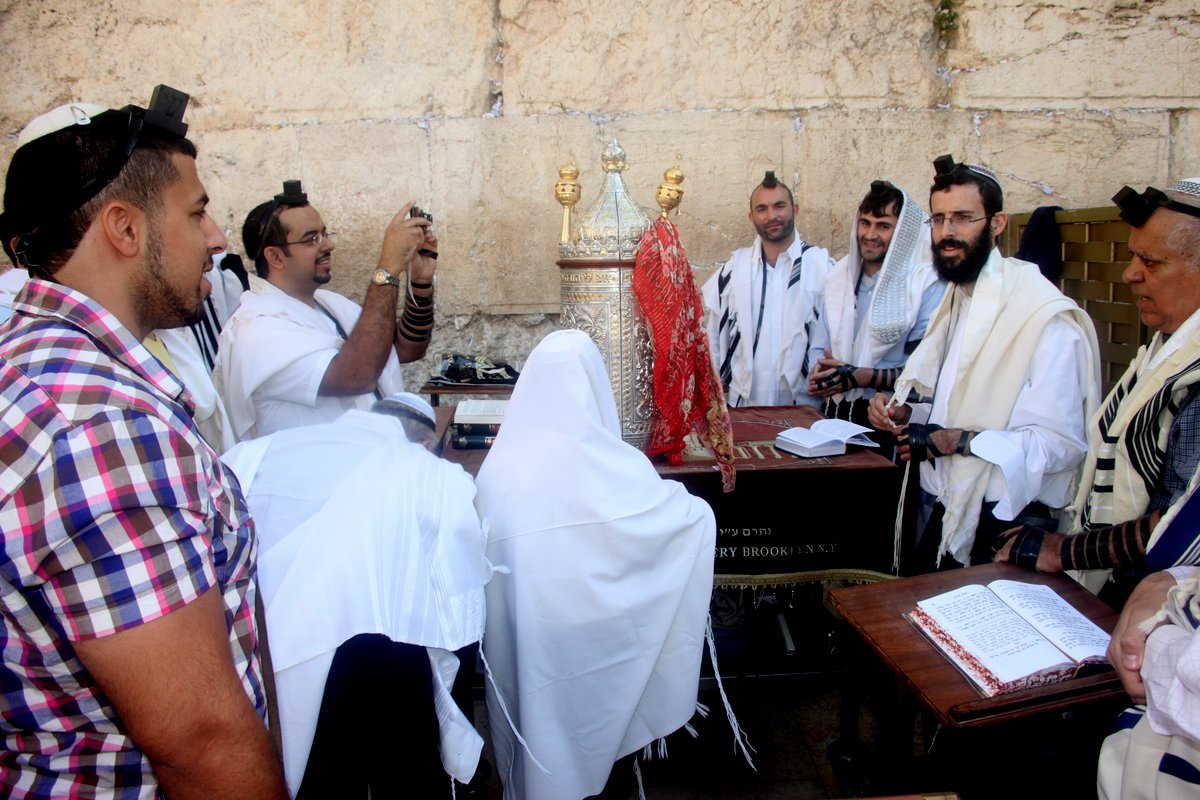
Ragazzo riceve il telo bianco durante la sua Bar Mitzvah, tra gli astanti che accompagnano il rito (Muro Occidentale).

Raggiungere l'età del Bar Mitzvah significa diventare un membro a pieno titolo della comunità ebraica con le responsabilità che ne derivano. Queste includono la responsabilità morale delle proprie azioni, l'ammissibilità a essere chiamato a leggere la Tōrāh e condurre o partecipare a un Minian, si possono possedere proprietà personali, si può essere legalmente sposati secondo la legge ebraica, si devono seguire le 613 leggi della Tōrāh e osservare la Halakhah, si può presenziare come testimone in un caso del Beth Din (tribunale rabbinico).
Molte congregazioni richiedono che i bambini pre-Bar Mitzvah frequentino un numero minimo di servizi di preghiera dello Shabbat in sinagoga, studino in una scuola ebraica, intraprendano un progetto con un ente di beneficenza o di servizio alla comunità, e mantengano in regola l'appartenenza alla sinagoga. Oltre allo studio e alla preparazione offerta dalla sinagoga e dalle scuole ebraiche, tutori Bar Mitzvah possono essere assunti per preparare il giovane nello studio della lingua ebraica, della cantillazione della Tōrāh e dei concetti ebraici di base.

## Aliyah alla Tōrāh

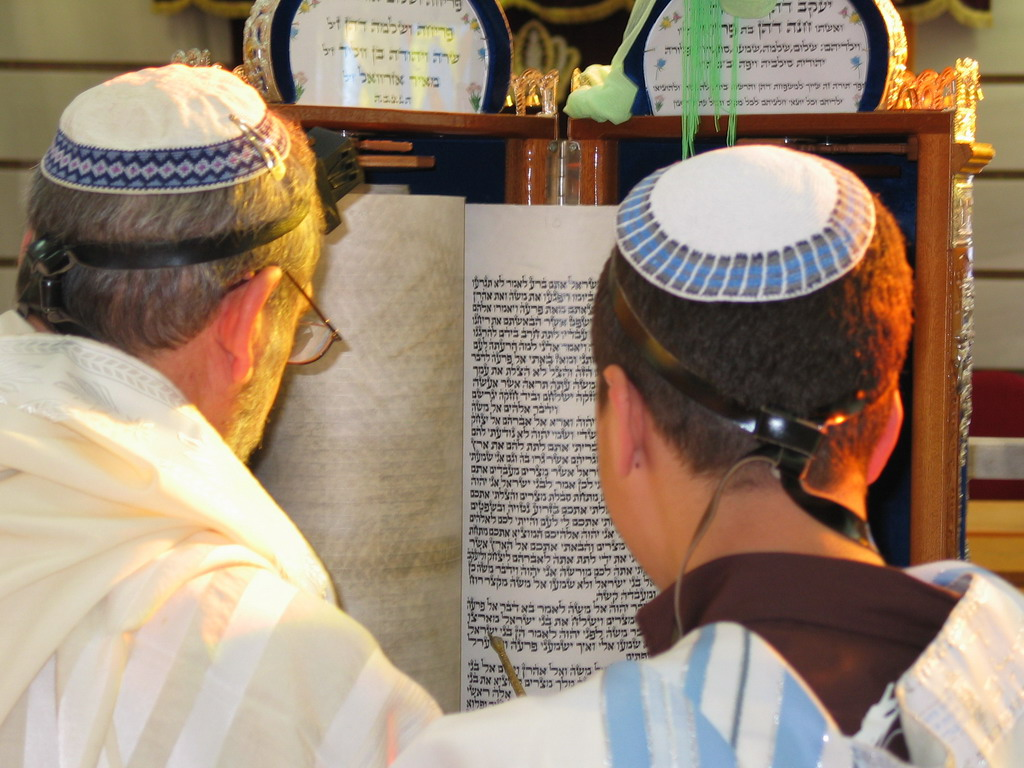
Lettura della Tōrāh (tradizione sefardita).

La pratica diffusa è che il primo Shabbat del suo tredicesimo anno, il ragazzo sia chiamato a leggere la porzione settimanale della Legge (cinque libri di Mosè), sia come uno dei primi sette uomini o come l'ultimo, nel cui caso il ragazzo leggerà i versi di chiusura e la haftarah (selezioni dai libri dei Profeti), e se non è in grado di leggere, di recitare almeno la benedizione prima e dopo la lettura. Chiamare qualcuno al podio della sinagoga per dire le benedizioni della Tōrāh nel corso di un servizio liturgico si chiama Aliyah (ascesa, salita), in ebraico עֲלִיָּה‎?}, dal verbo la'alot, לעלות, che significa appunto "salire, ascendere, andar su". Si può anche pronunciare un d'var Tōrāh (una discussione di alcune questioni bibliche, come ad esempio una discussione sulla porzione della Tōrāh di quella settimana) e/o condurre una parte o tutti i servizi di preghiera.
In ambienti non ortodossi, quanto sopra vale anche per la ragazza al momento della sua Bat Mitzvah. In congregazioni ortodosse, la cerimonia di Bat Mitzvah non includerà che la ragazza Bat Mitzvah conduca i servizi religiosi, poiché le donne non sono ammesse a condurre servizi religiosi comunitari nella tradizione ortodossa. Alcune congregazioni ortodosse progressiste permettono alle donne, comprese le ragazze Bat Mitzvah, di leggere la Tōrāh o di condurre preghiere nei gruppi di sole donne. Quale servizio il Bar e la Bat Mitzvah debba condurre durante le funzioni celebrative varia a seconda delle diverse denominazioni ebraiche e da una congregazione all'altra, e non è fissato dalla legge ebraica.
Nei circoli ortodossi, l'occasione è talvolta celebrata durante un servizio dei giorni feriali che comprende la lettura della Tōrāh, come ad esempio il servizio mattutino del lunedì o giovedì, nel qual caso il ragazzo Bar Mitzvah indosserà anche i tefillin per la prima volta. Alcune comunità o famiglie potrebbero ritardare la celebrazione per motivi quali la disponibilità di uno Shabbat durante il quale nessun'altra funzione sia stata programmata, o per il desiderio di permettere alla famiglia di recarsi alla cerimonia. Tuttavia, questo non ritarda l'insorgenza di diritti e responsabilità dell'essere un adulto ebreo, che avviene rigorosamente in virtù dell'età.

## Tefillin

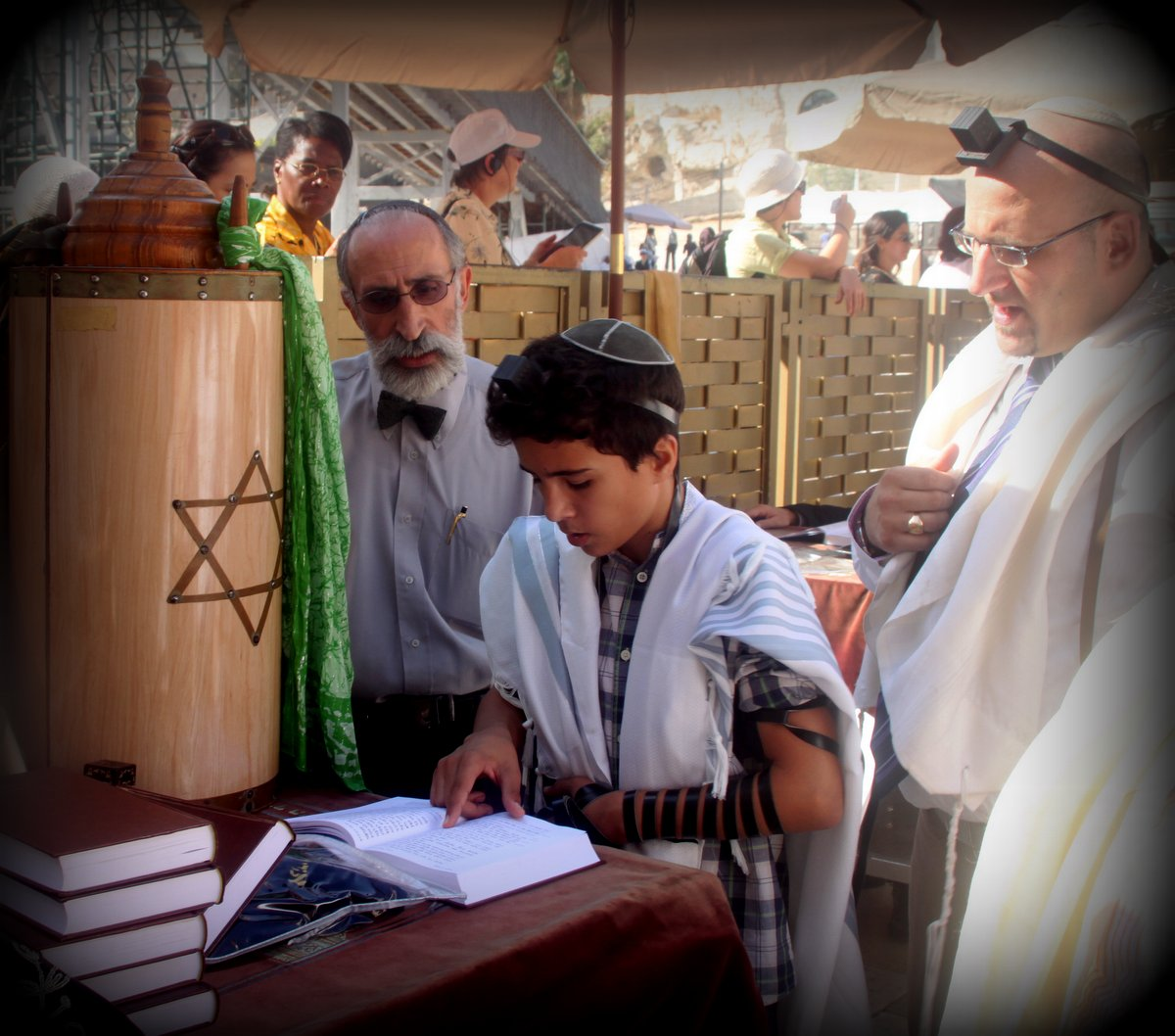
Tefillin indossati dal ragazzo durante il suo Bar Mitzvah.

La tradizione di indossare i tefillin ha inizio quando il ragazzo raggiunge l'età di Bar Mitzvah. In alcuni ambienti ortodossi tuttavia l'usanza è che il ragazzo Bar Mitzvah cominci a indossarli da uno a tre mesi prima del suo Bar Mitzvah. In questo modo, quando sarà obbligato a indossarli secondo il comandamento, il ragazzo saprà già come adempierlo correttamente.

## Celebrazioni del Bar Mitzvah

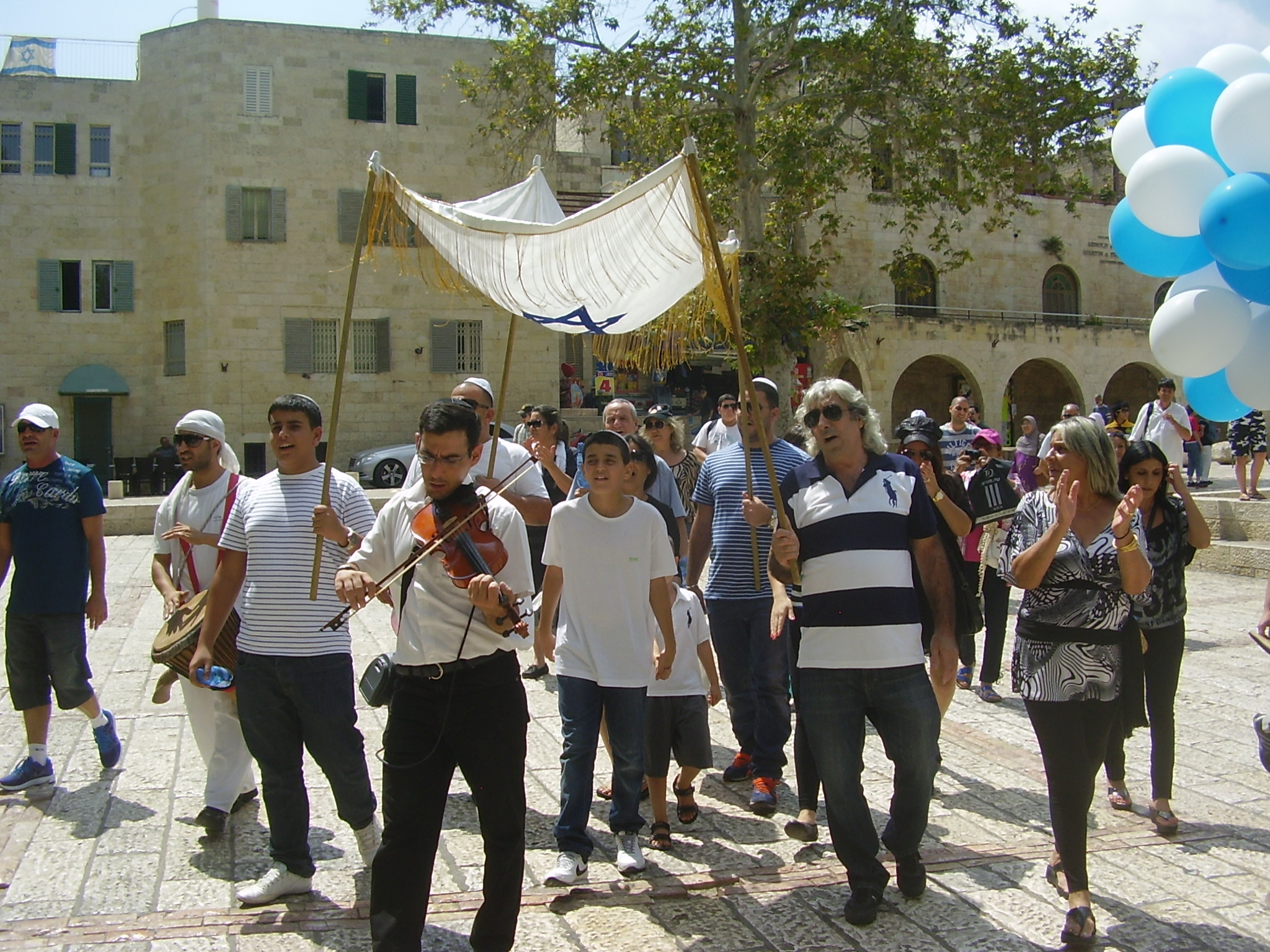
Celebrazione del Bar Mitzvah per le strade di Gerusalemme.

I festeggiamenti Bar Mitzvah includono tipicamente un seudat mitzvah – un pasto celebrativo con la famiglia, gli amici, e i membri della comunità. Altri possono festeggiare in modi diversi, come portare il ragazzo Bar Mitzvah in un viaggio speciale o organizzare un evento speciale in onore del celebrante. In molte comunità, al celebrante è dato un certificato. L'idea principale secondo la visione ortodossa è che nell'occasione il ragazzo o la ragazza siano così felici che d'ora in poi sono comandati di osservare le mitzvot e guadagnarsi la ricompensa nell'altro mondo per i loro sforzi: usualmente si danno una festa e un pasto festivo celebratorio. Le feste di Bar e Bat Mitzvah negli Stati Uniti sono spesso affari sontuosi svolti presso hotel e Country club con centinaia di ospiti. Questa tendenza è stata spesso criticata, anche in film come Al passo con gli Stein. Rabbi Shmuley Boteach afferma che feste esagerate di Bar Mitzvah erano già in voga quando cresceva a Miami negli anni Settanta.

## Tradizioni del Bat mitzvah

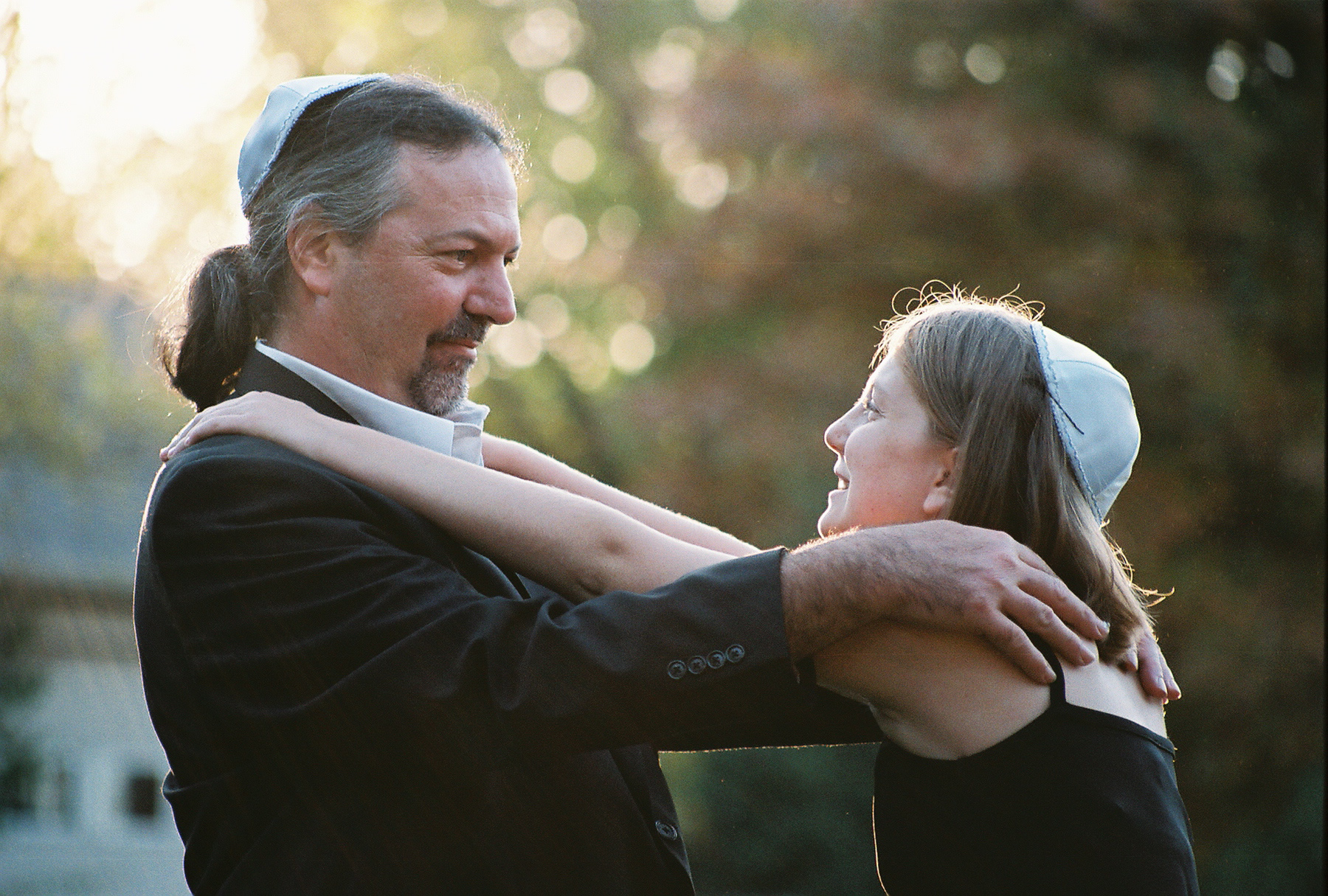
Padre e figlia durante il Bat Mitzvah (USA, 2007).

Oggi la maggior parte di ebrei non-ortodossi celebrano il Bat Mitzvah della ragazza nello stesso modo del Bar Mitzvah del ragazzo. Tutte le sinagoghe Riformate e Ricostruzioniste e la maggior parte delle Conservatrici hanno la partecipazione paritaria, in cui le donne leggono dalla Tōrāh e conducono i servizi liturgici.
La maggior parte degli ebrei ortodossi respingono l'idea che una donna possa leggere pubblicamente la Tōrāh o svolgere servizi di preghiera ogni volta che ci sia un Minian (quorum di 10 uomini) a disposizione per farlo. Tuttavia, la celebrazione pubblica di una ragazza che diventa Bat Mitzvah in altri modi ha fatto molti progressi nell'Ebraismo Ortodosso Moderno e anche in alcuni elementi di Ebraismo haredi. In queste congregazioni, le donne non leggono dalla Tōrāh o conducono servizi di preghiera, ma di tanto in tanto tengono una lezione su un argomento ebraico per marcare il loro raggiungimento della maggiore età, imparano un libro del Tanakh, recitano versi del Libro di Ester o dei Salmi, o recitano le preghiere del siddur. In alcuni ambienti ortodossi moderni, le ragazze Bat Mitzvah possono leggere dalla Tōrāh e condurre servizi di preghiera in un tefillah per donne. Rabbi Moshe Feinstein, un prominente posek ortodosso, ha stabilito che le celebrazioni Bat Mitzvah sono ammissibili e non devono essere interpretate come imitazioni di usanze non ebree, tuttavia non hanno lo status di seudat mitzvah.
L'evento viene celebrato con una festa gioiosa, la ragazza Bat Mitzvah pronuncia in questa occasione un discorso imparato a memoria o un'orazione al tavolo davanti agli ospiti invitati, che le offrono i regali, mentre il rabbino o un insegnante le dà una benedizione a volte accompagnata da un discorso.
Ci sono stati tentativi occasionali di riconoscere il rito di passaggio della ragazza in Europa orientale nei secoli XIX e XX, a Varsavia (1843) e a Leopoli (1902). L'occasione fu segnata da una festa senza alcun rito in sinagoga.
Secondo l'archivista del Tempio Maggiore di Roma, l'usanza della giovane donna che viene chiamata pubblicamente in sinagoga davanti all'intera comunità risale ai primi anni della comunità ebraica romana, circa 2.300 anni fa. La comunità la riconosceva come di "maggiore età" e lo proclamava in maniera pubblica. Ciò sosterrebbe i documenti più moderni che registrano un rito italiano ebreo ortodosso per diventare Bat Mitzvah (che comportava un "ingresso nella cerimonia del minian", in cui i ragazzi di tredici anni e le ragazze di dodici recitavano una benedizione) fin dalla metà del XIX secolo. Ci sono stati Bat Mitzvah tenuti anche in Iraq nel XIX secolo. Tutto ciò potrebbe aver influenzato il rabbino americano Mordecai Kaplan, che tenne la prima celebrazione pubblica di un Bat Mitzvah negli Stati Uniti, per sua figlia Judith, il 18 marzo 1922 presso la Society for the Advancement of Judaism (la sua sinagoga) a New York. Judith recitò la prima benedizione, lesse una porzione della Tōrāh settimanale in ebraico e in inglese e poi intonò la benedizione finale. Kaplan, che al tempo affermava di essere un rabbino ortodosso, si unì all'Ebraismo conservatore e in seguito divenne il fondatore dell'Ebraismo ricostruzionista, influenzando gli ebrei di tutte le correnti non ortodosse tramite la sua posizione accademica presso il Jewish Theological Seminary of America. A quel tempo, la maggioranza dei rabbini ortodossi respingevano con forza l'idea di una cerimonia di Bat Mitzvah.

## Cerimonie alternative
Invece di leggere la Tōrāh, alcuni ebrei umanisti preferiscono preparare una ricerca su una materia di storia ebraica in occasione del loro passaggio a "maggiore età". Le scuole ebraiche secolari della domenica e le comunità — incluse quelle affiliate al Congress of Secular Jewish Organizations e all'Arbeiter Ring (Circolo dei Lavoratori) — incoraggiano i giovani a scegliere un argomento d'interesse e collegarlo alla parte ebraica della loro identità.
Anche il movimento dei kibbutz in Israele incoraggia la celebrazione del Bar Mitzvah. Tutti coloro che raggiungono la maggior età nella comunità per un dato anno, svolgono un progetto e ricercano una particolare materia di interesse sionistico o ebraico. Oggigiorno però molti bambini dei kibbutz scelgono una celebrazione di Bar Mitzvah più tradizionale.
Tra alcuni gruppi ebraici, un uomo che raggiunga gli 83 anni d'età tradizionalmente celebra un secondo Bar Mitzvah, nella logica che la Tōrāh afferma che la durata della vita "normalmente" si aggira sui 70 anni, cosicché si può considerare che i 13 anni aggiuntivi siano un secondo lasso di vita. Tale pratica si va comunque spegnendo.
Man mano che la cerimonia viene accettata per le donne come per gli uomini, molte donne scelgono di svolgere tale cerimonia anche se hanno di molto superato l'età prescritta, come per formalizzare e celebrare il loro ruolo nella comunità ebraica adulta.

## Doni

"Chai" è il simbolo ebraico della Vita.

Le celebrazioni di Bar o Bat Mitzvah sono diventate un'occasione per dare al celebrante un regalo commemorativo. Tradizionalmente, i regali comuni includono libri di valore religioso o educativo, articoli religiosi, articoli per scrivere, titoli di risparmio (da utilizzare per l'istruzione universitaria del bambino), buoni regalo, o denaro. Regali di denaro sono diventati comuni in questi ultimi tempi. Come per la carità e tutti gli altri doni, è diventato comune dare in multipli di 18, in quanto la ghematria, o l'equivalente numerico della parola ebraica "vita", ("chai"), è il numero 18. Doni monetari in multipli di 18 sono considerati particolarmente di buon auspicio e sono diventati molto comuni per i Bar/Bat Mitzvah. Molti Bar/Bat Mitzvah ricevono anche il loro primo tallit (scialle di preghiera) dai loro genitori, da usarsi per l'occasione, e i tefillin ove opportuno. Gioielli sono un dono comune per le ragazze alla festa Bat Mitzvah. Un altro significativo dono per la ragazza Bat Mitzvah sono i candelieri di Shabbat, perché è dovere e onore della donna accendere le candele in quel giorno santo della settimana.

## Storia

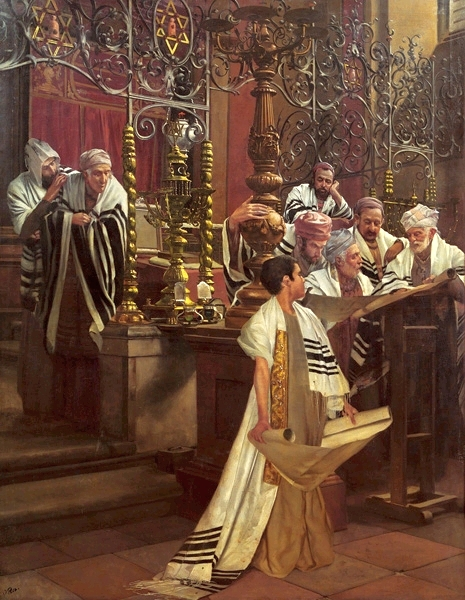
Bar Mitzvah in una sinagoga, di Oscar Rex (1929).

Il metodo moderno di celebrare il rito di passaggio Bar Mitzvah non esisteva al tempo della Bibbia, Mishnah o Talmud. Passi nei libri dell'Esodo e Numeri notano la maggiore età per il servizio militare a venti anni. il termine "Bar Mitzvah" appare per la prima volta nel Talmud, la codifica della Torah Orale ebraica completata agli inizi del primo millennio dell'era volgare, per connotare "un [agente] che è soggetto alla legge", e anche l'età di tredici anni viene menzionata nella Mishnah come il tempo in cui uno è obbligato a osservare i comandamenti della Tōrāh: "A cinque anni la persona deve studiare le Scritture, a dieci anni la Mishnah, a 13 i comandamenti..."
Il Talmud dà 13 come l'età in cui i voti del ragazzo sono giuridicamente vincolanti e afferma che questo è il risultato del suo essere diventato un "uomo", come richiesto da Numeri 6:2. il termine "Bar Mitzvah", nel senso attualmente usato, non può essere rintracciato prima del XIV secolo, mentre il termine rabbinico più antico era "gadol" (adulto) o "bar 'onshin" (legalmente responsabile delle proprie azioni, o malefatte). Molte fonti indicano che l'osservanza cerimoniale del Bar Mitzvah si sviluppò nel Medioevo, tuttavia, esistono ampi riferimenti precedenti a 13 anni quale "maggiore età" per il rispetto dei comandamenti della Tōrāh, come anche riferimenti talmudici all'osservanza di questo rito di passaggio con una cerimonia religiosa; tali riferimenti includono:
- Samuel ha'Katan, alla fine del I secolo, nella Baraita allegata a Abot v. 21 (cfr. Machzor Vitry) - completamento del tredicesimo anno quale età per osservare i comandamenti ("mitzvot"); e il commentario del passo si riferisce a Levi, figlio di Giacobbe che, a tredici anni, è chiamato "ish" (uomo; Gen. 34:25[34]).
- Simon Tzemach Duran (1361–1444), nel suo "Magen Abot" alla Baraita, cita un Midrash che interpreta la parola ebraica ("questo") in Isaia 43:21[35] — "Questo popolo che io ho plasmato per me celebrerà le mie lodi." — come riferimento col suo valore numerico a coloro che hanno raggiunto l'età di 13 anni. Ciò sembra implicare che, al tempo della composizione del Midrash il ragazzo Bar Mitzvah pronunciava pubblicamente una benedizione in occasione della sua entrata nella maggiore età.
- Il Midrash Hashkem (cfr. Lazar Grünhut, "Sefer ha'Likkutim", I.3a): "I pagani quando generano figli li consacrano a pratiche idolatriche; l'Israelita circoncide suo figlio e il rito del 'Pidyon HaBen' viene eseguito, e non appena diventa maggiorenne lo porta nella sinagoga e alla scuola (beit ha'knesset e beit ha'midrash), in modo che egli possa lodare il nome di Dio, recitando Brachu (benedizione) che precede la lettura della Legge."
- Masseket Soferim XVIII.5 rende la questione ancor più esplicita: "A Gerusalemme sono abituati ad avviare i loro figli al digiuno il Giorno dell'Espiazione, un anno o due prima della loro maggiore età, poi, quando l'età è arrivata, li portano al Bar Mitzvah davanti al sacerdote o all'anziano per la benedizione, l'incoraggiamento e la preghiera, affinché possa essere loro concessa una porzione della Legge e facciano delle opere buone. Chiunque è sia un superiore in città deve pregare per il ragazzo [Bar Mitzvah] mentre gli si inchina davanti per ricevere la sua benedizione."
- Il Midrash (Gen. R. LXIII.), che, commentando il passo (Genesi 25:27[36]), "e i fanciulli crebbero", dice: "Fino a tredici anni Esaù e Giacobbe andarono insieme a scuola elementare e poi tornavano a casa; dopo aver passato i tredici anni, uno andò al beit ha'midrash [casa di studio] per lo studio della Legge, l'altro alla casa degli idoli. Con riferimento a ciò, Rabbi Eleazar asserisce: "Fino ai tredici anni è dovere del padre istruire il figlio; dopodiché egli deve dire: "Sia Benedetto Colui che mi ha tolto la responsabilità [la punizione] di questo ragazzo!"" "Perché il desiderio malvagio (yetzer hara) si personifica come grande re? (Ecclesiaste 9:14). Perché è di tredici anni più vecchio del desiderio buono ('yetzer hatob')." Cioè, quest'ultimo viene solo con l'iniziazione al dovere (Abot de-Rabbi Natan, A. xvi., B. xxx.; Midr. Teh. IX.2; Ecclesiaste. R. ix. 15).
- Secondo il Pirke De-Rabbi Eliezer XXVI., Abramo rifiutò l'idolatria di suo padre e divenne un adoratore di Dio quando raggiunse l'età di tredici anni.[4]
- "È una mitzvah quando la persona prepara un pasto nel giorno che suo figlio diventa un Bar Mitzvah come nel giorno che entra sotto il baldacchino di Chuppah" (Orach Chayim 225:2, Magen Avraham 4).